# 少年武道館〜少年御三家新春一番歌いぞめ〜
『少年武道館〜少年御三家新春一番歌いぞめ〜』（しょうねんぶどうかん しょうねんごさんけしんしゅんいちばんうたいぞめ）は、少年御三家のコンサートビデオ。1988年3月18日発売。発売元はポニーキャニオン。

## 概要
1988年1月1日に行われた少年御三家の日本武道館コンサートの模様を収録したコンサートVHSである。

## 収録曲
1. THE WINDY
2. NOWHERE FAST
Fire Inc. のカバー
3. ROLLIN' IN THE DARK
4. BLACK IS BLACK
Los Bravos のカバー
5. STAR LIGHT
6. ジャクソンズ・メドレー
  1. Don't Stop 'Til You Get Enough
  2. Lovely One
  3. Things I Do for You
7. ガラスの十代
8. 日本よいとこ摩訶不思議
少年隊のカバー
9. KAMIKAZE
10. ヨイショッ！
近藤真彦のカバー
11. LONELY…
12. STAND OUT!!
13. 不良
14. 危険なメロディー
近藤真彦のカバー
15. 恋のボーダーライン
16. RAINY GIRL
17. ルート・17
18. TENSION
19. どうもありがとう
20. Graduation
21. ファッション・ソング
田原俊彦のカバー
22. Hot Legs
ロッド・スチュワートのカバー
23. Peppermint Twist
Joey Dee & The Starlitersのカバー
24. センチメンタルハイウェイ
田原俊彦のカバー
25. 禁断のエロキューション
26. Jumpin' Jack Flash
ローリング・ストーンズのカバー